# Konstantin Feoktistov
Konstantin Petrovič Feoktistov, (rusky Константин Петрович Феоктистов, * 7. února 1926, Voroněž – 21. listopadu 2009 Moskva), byl sovětský vědec a vedoucí konstruktér kosmických lodí (Vostok, Voschod a Sojuz) a orbitálních stanic řady Saljut. V letech 1974–1990 byl náměstkem generálního konstruktéra NPO Eněrgija, předního podniku sovětského pilotovaného vesmírného programu.
Roku 1964 vzlétl do vesmíru v první vícemístné kosmické lodi Voschod 1. Společně s lékařem Borisem Jegorovem byli prvními sovětskými civilními kosmonauty. Byl též jediný z kosmonautů SSSR, který nebyl členem KSSS. Je po něm pojmenován kráter Feoktistov na odvrácené straně Měsíce.

## Život

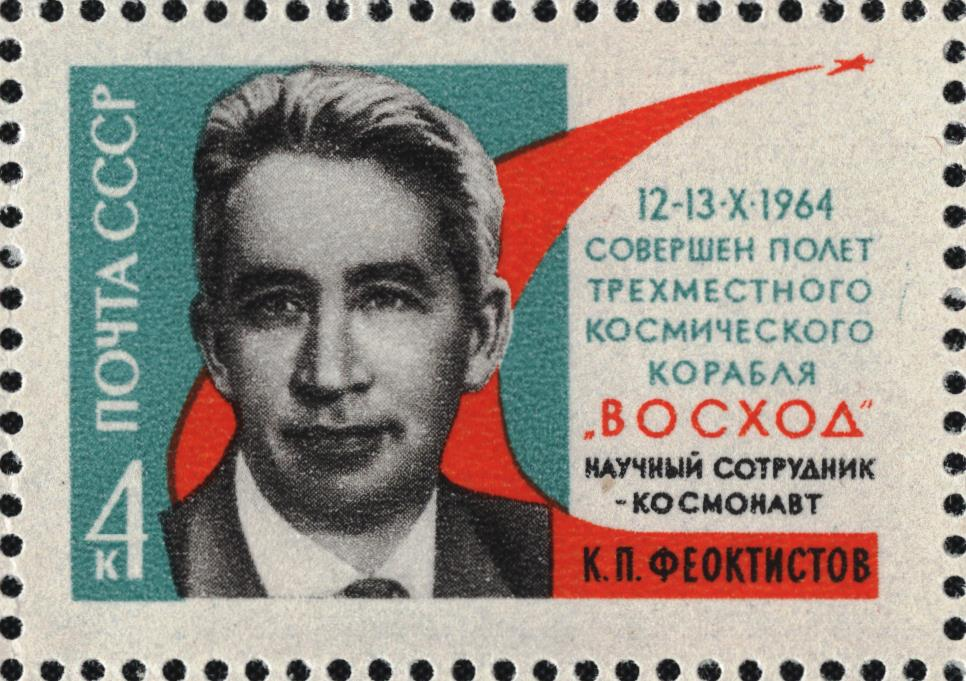
Poštovní známka s Konstantinem Feoktistovem

### Mládí
Konstantin Feoktistov se narodil 7. února 1926 ve Voroněži v úřednické rodině, byl ruské národnosti. Otec Petr Pavlovič Feoktistov (1890 - 1984) byl účetním, matka Marija Fjodorovna (1890 - 1957) zdravotní sestrou, později pokladní spořitelny. Se začátkem Velké vlastenecké války rodina ztratila jeho staršího bratra Borise, nezvěstného od roku 1941. V létě roku 1942 dokončil devátou třídu a dobrovolně se přihlásil do armády. Ve vojsku strávil jen dva měsíce od 7. července do 28. srpna 1942. Byl totiž poslán k průzkumné rotě voroněžské posádky, při páté průzkumné akci byl chycen Němci a okamžitě odsouzen k trestu smrti jako sovětský špion. Poprava se konala na dvoře polorozbořeného domu, spolu s ním byli k trestu smrti odsouzeni i další sovětští civilisté. Jeden z popravčích měl ale špatnou mušku a šestnáctiletý Feoktistov byl zasažen do krku. V noci se Feoktistov probral v jámě plné mrtvol a se zbytkem sil se odplížil zpět ke své jednotce. Tato hrozná noc přinesla Feoktistovi medaili Za vítězství nad Německem a šedivé vlasy. Po vyléčení byl z armády propuštěn.
Z Voroněže ho matka odvezla do uzbeckého Kokandu dokončit desátou třídu. V roce 1943 odjel do Moskvy, přihlásil se do leteckého institutu, ale nebyl přijat. Začal v Moskvě studovat Baumanovu vysokou technickou školu.

### Konstruktér
Po získání závěrečného diplomu roku 1949 nastoupil na dva roky do raketové továrny v Zlatoustu na Urale (CKB-385, dnes Státní raketové středisko akademika Makejeva) a připravoval se k aspirantuře. V roce 1951 přešel do 4. („raketového“) vědeckovýzkumného institutu ministerstva obrany (NII-4), zde obhájil disertaci a v lednu 1955 získal hodnost kandidáta věd (doktorem věd se stal v červenci 1967).
Roku 1957 přešel do Zkušební konstrukční kanceláře č. 1 (OKB-1) Sergeje Koroljova zabývající se konstrukcí mezikontinentální balistické rakety a navazujícími aplikaceni včetně umělých družic Země a kosmických lodí. Zde také získal dva Řády rudého praporu za zásluhy o rozvoj vědy a techniky. V nové práci rychle postupoval, v prosinci 1957 byl jmenován šéfprojektantem a záhy vedl projekční práce na první sovětské kosmické lodi Vostok a její trojmístné verze Voschod.

### Let do vesmíru
V jednomístných Vostocích létali jen vojenští kosmonauti, organizačně spadající pod letectvo. U vícemístných Voschodů si konstruktéři v čele s Koroljovem na letectvu vyvzdorovali smíšenou posádku. Tak ve Voschodu 1 letěl voják (Vladimir Komarov), lékař (Boris Jegorov) a vědec. Zprvu (od července 1964) byl kandidátem na pozici vědce Georgij Katys, přičemž Feoktistov zaujal místo náhradníka, ale v září 1964 si pořadí prohodili. Za možnost letět do vesmíru vděčil zejména rozhodné podpoře Koroljova, díky níž byly speciálně pro něho sníženy dosud platné zdravotní požadavky na budoucí kosmonauty.
Na oběžnou dráhu Země všichni tři vyletěli s Voschodem 1 dne 12. října 1964. Loď odstartovala z Bajkonuru. Kosmonauti natěsnaní v kabině původně určené pro jednoho (dokonce ani neměli skafandry – prostě by se v nich do lodi nevešli) strávili ve vesmíru 1 den a 17 minut. Feoktistov zde pracoval jako vědecký pracovník, filmoval, pozoroval hvězdy, zabýval se novým orientačním systémem lodě. Poté 13. října 1964 přistáli na území Kazachstánu nedaleko od místa startu. Let byl později katalogizován v COSPAR pod označením 1964-065A. Za perfektní výkon získala posádka tradičně titul hrdinů Sovětského svazu, Feoktistov za výtečné konstrukční výsledky několik dalších vyznamenání. Protože se do kosmické lodi dostal především z pozice jejího šéfkonstruktéra, nesplňoval požadavek pro všechny ostatní sovětské kosmonauty povinný – členství v komunistické straně.

### Po letu
Následně se soustředil na vývoj lodí nové generace – Sojuzů, a lodí lunárního programu (11F93 a 11F94). V letech 1967–1968 se účastnil výcviku pro let na Sojuzech, ale v květnu 1968 byl ze zdravotních důvodů z přípravy vyřazen. Od roku 1968 vedl práce na orbitálních stanicích DOS, později nazvaných Saljut. Z pozice náměstka generálního konstruktéra NPO Eněrgija (tak byla přejmenována Koroljovova OKB-1) od června 1974 řídil vývoj a zdokonalování lodí Sojuz, Progress, a orbitálních stanic Saljut a Mir.
Od 1. ledna 1977 byl formálně zařazen do oddílu kosmonautů NPO Eněrgija. Naděje na druhý kosmický let přišla v květnu 1980, kdy byl zařazen do opravářské expedice na Saljut 6, ale v říjnu 1980, měsíc před startem, jej lékaři z posádky vyřadili. Roku 1982 tehdejší generální konstruktér Eněrgije Valentin Gluško prosadil myšlenku letu „starého“ kosmonauta (na tento post byl určen Feoktistov) s lékařem sledujícím jeho zdravotní stav, ale během výběru a výcviku lékaře (předního kardiologa Olega Aťkova) se Feoktistovo zdraví natolik zhoršilo, že byl v posádce nahrazen. Z oddílu kosmonautů odešel po deseti letech dne 28. října 1987, Eněrgiji opustil až v květnu 1990. V letech 1990–2005 přednášel na Baumanově technické univerzitě.
Publikoval na 150 vědeckých prací a řadu popularizačních knih. Už od šedesátých let se stal pravidelným komentátorem kosmonautických událostí v tisku.
Dne 21. listopadu 2009 v Moskvě zemřel.